# Beata Parysiewicz
Beata Marta Parysiewicz (ur. 1961 w Lublinie) – polska pedagożka, dr hab. nauk teologicznych, profesor nadzwyczajny Instytutu Nauk o Rodzinie i Pracy Socjalnej Wydziału Teologii Katolickiego Uniwersytetu Lubelskiego Jana Pawła II.

## Życiorys
Uzyskała wykształcenie technika ekonomisty, w latach 1980–1985 była zatrudnienia jako ekonomistka w PHSR „Agroma” w Lublinie. W latach 1990–1993 była katechetką w VI LO im. A. Mickiewicza w Lublinie. W latach 1993–2011 pracowała kolejno jako: asystent, adiunkt, starszy wykładowca w Katedrze Pedagogiki Rodziny i Duszpasterstwa Rodzin Instytutu Teologii Pastoralnej i Katechetyki w Katolickim Uniwersytecie Lubelskim Jana Pawła II. 26 czerwca 1998 obroniła pracę doktorską pt. Rola matki we współczesnej rodzinie polskiej w świetle badań katedry pedagogiki rodziny KUL 1972-1994. Studium pastoralne, otrzymując doktorat, a 22 lutego 2011 habilitowała się na podstawie dorobku naukowego i pracy zatytułowanej Wychowanie do miłości. Studium z duszpasterstwa rodzin.
Została zatrudniona na stanowisku adiunkta w Instytucie Teologii Pastoralnej i Katechetyki, oraz pełni funkcję profesora nadzwyczajnego Instytutu Nauk o Rodzinie i Pracy Socjalnej na Wydziale Teologii Katolickiego Uniwersytetu Lubelskiego Jana Pawła II.

## Publikacje
- 2006: Wartości w wychowaniu rodzinnym w świetle nauczania Jana Pawła II[1]
- 2006: Wychowanie do życia w rodzinie w podręcznikach do katechizacji w szkołach ponadgimnazjalnych[1]
- 2010: Wychowanie do miłości. Studium z duszpasterstwa rodzin[1]